# WR 86
WR 86 là nhị phân trực quan trong chòm sao Scorpius bao gồm sao Wolf-Rayet và β Cephei biến. Nó nằm 2 ° về phía tây NGC 6357 ở rìa của Rạn nứt lớn trong Dải Ngân hà ở đuôi của Scorpion.
WR 86 là một nhị phân với hai thành phần có độ sáng bằng nhau 0,3 ". One có phổ đường phát xạ của sao WC7 Wolf-Rayet, còn cái kia là B0 sao khổng lồ xanh thay đổi chút ít về độ sáng sau mỗi 3,5 giờ sao WR cũng có thể hơi biến đổi.
Các xung của người khổng lồ loại B là đặc trưng của một biến Cephei. Phân tích các xung của nó và so sánh với các tính chất mong đợi của sao WC7 cho thấy cả hai ngôi sao đều có thể tiến hóa mà không cần trao đổi khối lượng. Các sao WR và B sẽ có khối lượng ban đầu là 40 M☉ và 20 M☉ tương ứng bốn triệu năm trước.